# 鈴木ともみ
鈴木 ともみ（すずき ともみ）は、経済キャスター、ファイナンシャル・プランナー・DC（確定拠出年金）プランナー。

## 概要
埼玉県出身。浦和市立高校（現・さいたま市立浦和高校）、中央大学経済学部国際経済学科卒業後、日本短波放送（現・ラジオNIKKEI)に入社。経済番組ディレクター、マーケット記者を経て独立。生島企画室との提携キャスターとなったのち、プロダクション会社の代表取締役社長兼経済キャスターとなる。
現在、国士館大学政経学部兼任講師、早稲田大学トランスナショナルHRM研究所招聘研究員、多様性キャリア研究所副所長、日本記者クラブ会員記者。埼玉大学大学院人文社会科学研究科経済経営専攻博士前期課程を修了し、経済学修士を取得。

## 主な出演番組
- ストックボイスTV WORLD MARKETZ - 2021年より月曜を担当。
- シネマストリート（ラジオNIKKEI第1放送） - 不定期放送

## 著作
- 『デフレ脳からインフレ脳へ』（集英社）
- 『日本一やさしい会社の設立と運営の学校』（ナツメ社）
- 『日本一やさしい簿記の学校』（ナツメ社）